# Südafrikanische Fußballnationalmannschaft/Olympische Spiele
Eine südafrikanische Fußballnationalmannschaft nahm erstmals an der Qualifikation für die Olympischen Spiele 1996 teil, nachdem die Apartheid in Südafrika abgeschafft worden war und das Land wieder an internationalen Sportwettbewerben teilnehmen durfte, und konnte sich erstmals für die Olympischen Spiele 2000 in Sydney qualifizieren, schied dort aber in der Vorrunde aus. Danach gelang erst wieder die Qualifikation 2015 für die 2016 stattgefundenen Spiele in Rio de Janeiro. Seit den Spielen 2012 läuft die Qualifikation der afrikanischen Mannschaften über die afrikanische U-23-Meisterschaft.

## Ergebnisse bei Olympischen Spielen

### 1996
Erstmals durfte Südafrika an der Qualifikation teilnehmen.
- Olympia-Qualifikation:
  - 1. Runde:
    - 15. April 1995: Südafrika – Burundi 1:1
    - 30. April 1995: Burundi – Südafrika 4:1 – Südafrika ausgeschieden

### 2000
- Olympia-Qualifikation:
  - 1. Runde:
    - 13. Juni 1999: Togo – Südafrika 2:2
    - 27. Juni 1999: Südafrika – Togo 1:0

  - 2. Runde als Gruppenphase:
    - 17. Oktober 1999: Ghana – Südafrika 2:2
    - 30. Oktober 1999: Südafrika – Guinea 3:1
    - 19. Februar 2000: Südafrika – Kamerun 2:0
    - 26. Februar 2000: Kamerun – Südafrika 2:0
    - 11. März 2000: Südafrika – Ghana 1:0
    - 26. März 2000: Guinea – Südafrika 1:4 – Südafrika als bester Gruppenzweiter für die interkontinentalen Playoffs qualifiziert.

  - Playoffs:
    - 19. Mai 2000: Neuseeland – Südafrika 2:3
    - 27. Mai 2000: Südafrika – Neuseeland 1:0 – Südafrika erstmals für die Olympischen Spiele qualifiziert
- Olympische Spiele in Sydney:
  - Vorrunde:
    - 14. September 2000: Südafrika – Japan 1:2 (in Canberra)
    - 17. September 2000: Brasilien – Südafrika 1:3 (in Brisbane)
    - 20. September 2000: Slowakei – Südafrika 2:1 (in Canberra) – Südafrika als Gruppendritter ausgeschieden

### 2004
- Olympia-Qualifikation:
  - 1. Runde:
    - 7. Juni 2003: Südafrika – Kenia 2:1
    - 28. Juni 2003: Kenia – Südafrika 0:0

  - 2. Runde als Gruppenphase:
    - 26. Oktober 2003: Ghana – Südafrika 1:0
    - 20. Dezember 2003: Südafrika – Algerien 4:1
    - 3. Januar 2004: Südafrika – Sambia 0:1
    - 21. Februar 2004: Sambia – Südafrika 2:1
    - 13. März 2004: Südafrika – Ghana 1:2
    - 26. März 2004: Algerien – Südafrika 0:1 – Südafrika als Gruppendritter ausgeschieden

### 2008
- Olympia-Qualifikation:
  - Vorrunde:
    - 1. September 2006: Südafrika – Namibia 1:0 (in Potchefstroom)
    - 8. Oktober 2006: Namibia – Südafrika 1:1 (in Katutura)

  - 1. Runde:
    - 7. Februar 2007:Südafrika – Uganda 2:0 (in Potchefstroom)
    - 23. März 2007: Uganda – Südafrika 0:0 (in Kampala)

  - 2. Runde als Gruppenphase:
    - 3. Juni 2007: Äthiopien –  Südafrika 2:2 (in Addis Abeba) – später annulliert, da Äthiopien zurückzog.
    - 22. August 2007: Südafrika – Nigeria 1:1 (in Rustenburg)
    - 8. September 2007: Südafrika – Ghana 1:3 (in Potchefstroom)
    - 14. Oktober 2007: Ghana – Südafrika 3:1 (in Accra)
    - 26. März 2008: Nigeria – Südafrika 3:0 (in Abuja) – Südafrika als Gruppendritter ausgeschieden.

### 2012
- Olympia-Qualifikation über die erstmals ausgetragene  afrikanische U-23-Meisterschaft:
  - 1. Runde
    - 27. März 2011: Südafrika U-23 – Libyen U-23 4:2 (in Johannesburg)
    - 9. April 2011: Äquatorialguinea U-23 – Libyen U-23 0:0 (in Bamako, Mali[1])

  - 2. Runde:
    - 4. Juni 2011: Benin U-23 – Südafrika U-23 3:1  (in Cotonou)
    - 19. Juni 2011: Südafrika U-23 – Benin U-23 5:1 (in Johannesburg)

  - Finalturnier in Marokko:
    - Vorrunde in Marrakesch:
      - 27. November 2011: Südafrika U-23 – Elfenbeinküste U-23 1:1
      - 30. November 2011: Gabun U-23 – Südafrika U-23 1:1
      - 3. Dezember 2011: Ägypten U-23 – Südafrika  U-23 2:0 – Südafrika als Gruppenletzter ausgeschieden

### 2016
- Olympia-Qualifikation über die afrikanische U-23-Meisterschaft:
  - 3. Runde:
    - 19. Juli 2015: Simbabwe U-23 – Südafrika U-23 1:1 (in Harare)
    - 1. August 2015: Südafrika U-23 – Simbabwe U-23 3:0 (in Pietermaritzburg)

  - Finalturnier im Senegal:
    - Vorrunde:
      - 28. November 2015: Senegal U-23 – Südafrika U-23 3:1 (in Dakar)
      - 1. Dezember 2015: Südafrika U-23 – Sambia U-23 3:2 (in Dakar)
      - 4. Dezember 2015: Südafrika U-23 – Tunesien U-23 1:0 (in M’bour) – Südafrika als Gruppenzweiter für die K.-o.-Runde qualifiziert.

    - K.-o.-Runde:
      - 9. Dezember 2015, Halbfinale: Algerien U-23 – Südafrika U-23 2:0 (in Dakar)
      - 12. Dezember 2015, Spiel um Platz 3: Senegal U-23 – Südafrika U-23 0:0; 1:3 i. E.

Südafrika für die Olympischen Spiele in Rio de Janeiro qualifiziert.

#### Kader für 2016
Spielberechtigt sind Spieler, die nach dem 1. Januar 1993 geboren wurden sowie drei ältere Spieler. Am 29. Juni wurde der Kader benannt. Als ältere Spieler wurden Torhüter Itumeleng Khune und Mulomowandau Mathoho nominiert. Itumeleng Khune nahm auch schon an der WM 2010 in Südafrika teil, bei der er im zweiten Gruppenspiel gegen Uruguay die Rote Karte erhielt. Er ist zusammen mit dem Nigerianer John Obi Mikel der Teilnehmer mit den meisten von der FIFA gezählten A-Länderspielen (75).
| Nr.        | Spieler              | Geburtsdatum | Verein                  | A-Länder- spiele | A-Länder- spieltore | OS-Spiele        |     |     |     |     |     |     |
| Tor        | Tor                  | Tor          | Tor                     | Tor              | Tor                 | Tor              | Tor | Tor | Tor | Tor | Tor | Tor |
| ---------- | -------------------- | ------------ | ----------------------- | ---------------- | ------------------- | ---------------- | --- | --- | --- | --- | --- | --- |
| 1          | Jody February        | 12.05.1996   | Ajax Cape Town          | 01               | 0                   | 0                |     |     |     |     |     |     |
| 16         | Itumeleng Khune      | 20.06.1987   | Kaizer Chiefs           | 77               | 0                   | 03 (2016)        |     |     |     |     |     |     |
| Abwehr     |                      |              |                         |                  |                     |                  |     |     |     |     |     |     |
| 2          | Mulomowandau Mathoho | 01.03.1990   | Kaizer Chiefs FC        | 26               | 01                  | 02 (2016)        |     |     |     |     |     |     |
| 3          | Tercious Malepe      | 18.02.1997   | Moroka Swallows (II ▼)  | 02               | 0                   | 01 (2016)        |     |     |     |     |     |     |
| 5          | Rivaldo Coetzee      | 16.10.1996   | Ajax Cape Town          | 17               | 0                   | 03 (2016)        |     |     |     |     |     |     |
| 6          | Kwanda Mngonyama     | 25.09.1993   | Maritzburg United       | 0                | 0                   | 01 (2016)        |     |     |     |     |     |     |
| 11         | Aubrey Modiba        | 22.07.1995   | Mpumalanga Black Aces   | 03               | 0                   | 03 (2016)        |     |     |     |     |     |     |
| 13         | Abbubaker Mobara     | 18.02.1994   | Ajax Cape Town          | 03               | 0                   | 03 (2016)        |     |     |     |     |     |     |
| 17         | Tebogo Moerane       | 07.04.1995   | Bidvest Wits            | 03               | 0                   | 01 (2016)        |     |     |     |     |     |     |
| Mittelfeld |                      |              |                         |                  |                     |                  |     |     |     |     |     |     |
| 7          | Menzi Masuku         | 15.04.1993   | Orlando Pirates         | 05               | 02                  | 03 (2016)        |     |     |     |     |     |     |
| 8          | Tyroane Sandows      | 12.02.1995   | FC São Paulo            | 0                | 0                   | 0                |     |     |     |     |     |     |
| 14         | Gift Motupa          | 23.09.1994   | Orlando Pirates         | 02               | 02                  | 03 (2016), 1 Tor |     |     |     |     |     |     |
| 18         | Deolin Mekoa         | 10.08.1993   | Maritzburg United       | 03               | 0                   | 03 (2016)        |     |     |     |     |     |     |
| 19         | Andile Fikizolo      | 13.05.1994   | Golden Arrows           | 0                | 0                   | 01 (2016)        |     |     |     |     |     |     |
| Angriff    |                      |              |                         |                  |                     |                  |     |     |     |     |     |     |
| 4          | Mothobi Mvala        | 14.06.1994   | Highlands Park (II ▲)   | 0                | 0                   | 02 (2016)        |     |     |     |     |     |     |
| 9          | Tashreeq Morris      | 13.05.1994   | Ajax Cape Town          | 0                | 0                   | 03 (2016)        |     |     |     |     |     |     |
| 10         | Keagan Dolly         | 22.01.1993   | Mamelodi Sundowns FC    | 02               | 0                   | 03 (2016)        |     |     |     |     |     |     |
| 12         | Lebo Mothiba         | 28.01.1996   | OSC Lille-Reserve (V ▲) | 0?               | 03                  | 02 (2016)        |     |     |     |     |     |     |

Ersatzspieler: Nkosingiphile Gumede (Tor), Andile Fikizolo und Thapelo Morena (Mittelfeld) sowie Thabiso Kutumela (Angriff)

#### Spiele
- Brasilien – Südafrika 0:0 am 4. August 2016 in Brasília
- Dänemark – Südafrika 1:0 (0:0) am 7. August 2016 in Brasília
- Südafrika – Irak 1:1 (1:1) am 10. August 2016 in São Paulo – Südafrika scheidet als Gruppenletzter aus

### 2021
- Olympia-Qualifikation über die afrikanische U-23-Meisterschaft:
  - 2. Runde:
    - 22. März 2019: Angola U-23 – Südafrika U-23 1:3 (in Luanda)
    - 26. März 2019: Südafrika U-23 – Angola U-23 3:0 (in Johannesburg)

  - 3. Runde:
    - 6. September 2019: Südafrika U-23 – Simbabwe U-23 5:0 (in Johannesburg)
    - 10. September 2019: Simbabwe U-23  – Südafrika U-23 0:0 (in Bulawayo)

  - Finalturnier in Ägypten (alle Spiele in Kairo):
    - Vorrunde:
      - 9. November 2019: Südafrika U-23 – Sambia U-23 0:0
      - 12. November 2019: Elfenbeinküste U-23 – Südafrika U-23 0:1
      - 15. November 2019: Nigeria U-23 – Südafrika U-23 0:0  – Südafrika als Gruppenzweiter für die K.-o.-Runde qualifiziert.

    - K.-o.-Runde:
      - 19. November 2019, Halbfinale: Ägypten U-23 – Südafrika U-23 3:0
      - 22. November 2019, Spiel um Platz 3: Südafrika U-23 – Ghana U-23 2:2; 6:5 i. E.

Südafrika für die Olympischen Spiele in Tokio qualifiziert.

#### Spiele
- Gruppenspiele:
  - Japan – Südafrika am 22. Juli 2021, 13:00 Uhr MESZ in Chōfu[5] (Tokyo Stadium)
  - Frankreich – Südafrika am 25. Juli 2021, 10:00 Uhr MESZ in Saitama (Saitama Stadion)
  - Südafrika – Mexiko am 28. Juli 2021, 13:30 Uhr MESZ in Sapporo (Sapporo Dome)

### 2024
- Olympia-Qualifikation über die afrikanische U-23-Meisterschaft:
  - 2. Runde:
    - 23. Oktober 2022: Togo U-23 – Südafrika U-23 2:2 (in Lomé)
    - 30. Oktober 2022: Südafrika U-23 – Togo U-23 0:0 (in Johannesburg) – Südafrika erreicht aufgrund der Auswärtstorregel die 3. Runde.

  - 3. Runde:
    - 23. März 2023: Südafrika U-23 – Rep. Kongo U-23 1:1 (in Johannesburg)
    - 27. März 2023: Rep. Kongo U-23  – Südafrika U-23 0:0 (in Brazzaville)

Südafrika verpasst aufgrund der Auswärtstorregel den U-23-Afrika-Cup 2023 und damit die Olympischen Spiele in Paris.

## Trainer
- 2000: Ephraim Mashaba
- 2016: Owen Da Gama

## Beste Torschützen
1. Siyabonga Nomvethe (2000) 2 Tore
2. Quinton Fortune (2000), Steve Lekoelea (2000), Benni McCarthy (2000) je 1 Tor

## Bekannte Spieler
- Matthew Booth 2000 (WM-Teilnehmer 2010)
- Delron Buckley 2000 (WM-Teilnehmer 1998 und 2002)
- Quinton Fortune 2000 (WM-Teilnehmer 1998 und 2002)
- Benni McCarthy 2000 (Rekordtorschütze, WM-Teilnehmer 1998 und 2002)
- Aaron Mokoena 2000 (Rekordnationalspieler, einziger Südafrikaner mit mehr als 100 Länderspielen, WM-Teilnehmer 2002 und 2010)
- Siyabonga Nomvethe 2000 (WM-Teilnehmer 2002 und 2010)